# Novoair
Novoair (bengalisch নভোএয়ার) ist eine bangladeschische Fluggesellschaft mit Sitz in Dhaka und Basis auf dem Flughafen Dhaka.

## Flugziele
Novoair bietet von Dhaka aus Ziele innerhalb Bangladeschs an, international werden Myanmar und Indien angeflogen.

## Flotte
Mit Stand Juni 2022 besteht die Flotte der Novoair aus sieben Flugzeugen mit einem Durchschnittsalter von 19,6 Jahren:
| Flugzeugtyp | Anzahl | bestellt | Anmerkungen | Sitzplätze |
| ----------- | ------ | -------- | ----------- | ---------- |
| ATR 72-500  | 7      |          |             | 68         |